# سیارک ۷۶۰۲
سیارک ۷۶۰۲ (به انگلیسی: 7602 Yidaeam، نامگذاری:1994YW1) هفت هزار و ششصد و دومین سیارک کشف شده‌است که در ۳۱ دسامبر ۱۹۹۴ کشف شد.
قدر مطلق سیارک برابر ۴۴.۶ است.